# Acetylacja i deacetylacja histonów
     łańcuch polipeptydowy
     łańcuch boczny lizyny
     część ulegająca acetylacji/deacetylacji

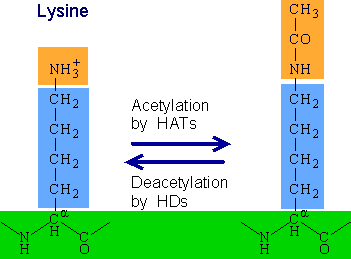
Schemat acetylacji/deacetylacji histonu
łańcuch polipeptydowy
łańcuch boczny lizyny
część ulegająca acetylacji/deacetylacji

Acetylacja i deacetylacja histonów – modyfikacja potranslacyjna histonów, w której reszty lizyny na końcu N wystające z rdzenia nukleosomu zostają acetylowane lub deacetylowane. Stanowi epigenetyczny mechanizm kontroli ekspresji genów.
Ludzki genom zawarty jest w chromatynie, stanowiącej złożony kompleks makromolekularny o dynamicznej strukturze zbudowany z DNA, histonów i białek niehistonowych. Upakowanie chromatyny ściśle reguluje proces transkrypcji, a przez to ekspresję genów. Na jej upakowanie ma wpływ acetylacja histonów w nukleosomie. Acetylacja histonów związana jest z rozluźnieniem chromatyny (tworzeniem euchromatyny) i zwiększeniem poziomu ekspresji genów, podczas gdy antagonistyczna deacetylacja histonów powoduje ściślejsze upakowanie chromatyny (tworzenie heterochromatyny) i hamowanie transkrypcji. Równowaga między tymi stanami osiągana jest przez działanie acetylotransferaz histonowych (HATs) i deacetylaz histonowych (HDACs). Poza tym wpływają na nią inhibitory deacetylazy histonowej (HDACis), które hamują działanie HDACs, zapobiegając deacetylacji.
Acetylotransferazy histonowe i deacetylazy histonowe katalizują reakcje odpowiednio dodawania i usuwania grup acetylowych do grup ε-aminowych lizyny. Deacetylacja histonów zwiększa dodatni ładunek przez protonację grupy ε-aminowej, co prowadzi do silniejszego oddziaływania elektrostatycznego między histonami a ujemnie naładowanym DNA. W rezultacie chromatyna jest bardziej skondensowana i transkrypcja zahamowana. Acetylaza histonowa przenosi grupę acetylową z acetylo-CoA na grupę ε-aminową reszty lizyny, neutralizuje jej dodatni ładunek i zwiększa hydrofobowość, co rozluźnia strukturę chromatyny i ułatwia dostęp maszynerii transkrypcyjnej do DNA. Przyłączanie czynników transkrypcyjnych i kompleksów remodelujących chromatynę typowo odbywa się dzięki bromodomenie rozpoznającej acetylowane reszty lizyny.
Ponadto mechanizmy acetylacji/deacetylacji występują również u wielu niehistonowych białek jak czynniki transkrypcyjne, wpływając na ekspresję genów i inne procesy komórkowe.

## Podział enzymów związanych z acetylacją/deacetylacją histonów
Acetylotransferazy histonowe można podzielić na pięć rodzin:
- rodzina GNAT (np. Gcn5, PCAF)
- rodzina MYST
- rodzina p300/CBP
- ogólne czynniki transkrypcyjne
- koaktywatory receptorów jądrowych[5][6].

Znanych jest osiemnaście deacetylaz histonowych występujących u ludzi:
| Klasa          | Deacetylazy histonowe                           | Charakterystyka                                         |
| -------------- | ----------------------------------------------- | ------------------------------------------------------- |
| I              | HDAC1, HDAC2, HDAC3, HDAC8                      | Duża homologia z drożdżowym RPD3                        |
| IIa            | HDAC4, HDAC5, HDAC7, HDAC9                      | Duża homologia z drożdżowym HDA1, jedno miejsce aktywne |
| IIb            | HDAC6, HDAC10                                   | Duża homologia z drożdżowym HDA1, dwa miejsca aktywne   |
| III (sirtuiny) | SIRT1, SIRT2, SIRT3, SIRT4, SIRT5, SIRT6, SIRT7 | Duża homologia z drożdżowym SIR2, zależne od NAD+       |
| IV             | HDAC11                                          | Cechy zarówno klasy I, jak i II                         |

Inhibitory deacetylazy histonowej można podzielić na cztery strukturalne klasy:
- krótkołańcuchowe kwasy tłuszczowe (np. maślan sodu, fenylomaślan, VPA)
- kwasy hydroksamowe (np. TSA, SAHA)
- epoksyketony (np. trapoksyna)
- benzamidy (np. MS-275)[7].

## Rola acetylacji i deacetylacji histonów w etiologii chorób
Badania na modelach zwierzęcych i ludzkich wskazują, że takie modyfikacje histonów, zwłaszcza te powodujące hipoacetylację (niski poziom acetylacji) biorą udział w powstawaniu wielu zaburzeń i chorób, m.in. chorób neurodegeneracyjnych (np. choroba Alzheimera, Parkinsona, Huntingtona), depresji, schizofrenii, a także nowotworów i endometriozy. Z tego względu inhibitory deacetylaz histonowych (HDACis) mogą potencjalnie być stosowane w ich leczeniu.
Zaburzenia równowagi między acetylacja a deacetylacją histonów może powodować niewłaściwy poziom ekspresji genów regulujących kluczowe funkcje komórki jak proliferacja, regulacja cyklu komórkowego i apoptoza, a przez to przyczyniać się do powstawania nowotworów. HDACis mogą być użyteczne w ich leczeniu poprzez:
- regulację czynników związanych z proliferacją komórek (np. p21)
- zatrzymanie cyklu komórkowego przez regulację cyklin
- indukcję apoptozy przez regulację czynników apoptotycznych, np. kaspaz
- hamowanie angiogenezy poprzez hamowanie aktywności VEGF[7].

Traktowanie normalnych komórek i komórek nowotworowych inhibitorami deacetylazy histonowej powoduje podobne poziomy nagromadzenia acetylowanych histonów, jednak komórki nowotworowe zdają się być bardziej wrażliwe na efekt hamowania wzrostu i wywoływania apoptozy w porównaniu z normalnymi komórkami.

## Deacetylazy histonowe jako leki
Do tej pory cztery inhibitory deacetylazy histonowej zostały zatwierdzone przez amerykańską Agencję Żywności i Leków:
- vorinostat (SAHA) – do leczenia chłoniaka skórnego T-komórkowego
- romidepsyna – do leczenia chłoniaka skórnego T-komórkowego i chłoniaka z obwodowych limfocytów T
- belinostat – do leczenia chłoniaka z obwodowych limfocytów T[8]
- panobinostat – do leczenia szpiczaka mnogiego[9].

Poza tym chidamid został zatwierdzony w Chinach do leczenia chłoniaka z obwodowych limfocytów T.